# Rue de la Charité (Toulouse)
Pour les articles homonymes, voir Rue de la Charité.
La rue de la Charité (en occitan : carrièra de la Caritat) est une voie de Toulouse, chef-lieu de la région Occitanie, dans le Midi de la France.

## Situation et accès

### Description
La rue de la Charité est une voie publique. Elle se situe au cœur du quartier Dupuy.
La chaussée compte une seule voie de circulation automobile en sens unique, de la rue du Pont-Guilheméry vers la place Dominique-Martin-Dupuy. Elle appartient à une zone 30 et la vitesse y est limitée à 30 km/h. Il n'existe ni bande, ni piste cyclable, quoiqu'elle soit à double-sens cyclable.

### Voies rencontrées
La rue de la Charité rencontre les voies suivantes, dans l'ordre des numéros croissants :
1. Place Dominique-Martin-Dupuy
2. Rue du Pont-Guilheméry

## Odonymie
La rue tient son nom de la maison de charité de la paroisse Saint-Étienne qui se trouvait à proximité (actuelle école maternelle Sarrat, no 2). Comme cette œuvre de charité avait été confiée aux sœurs de Saint-Vincent-de-Paul, elle était également désignée comme la rue des Sœurs-Grises – de la couleur de leur vêtement. En 1794, pendant la Révolution française, on lui attribua le nom de rue la Perfection, sans qu'il soit conservé.

## Patrimoine et lieux d'intérêt

### Maison de charité Saint-Étienne

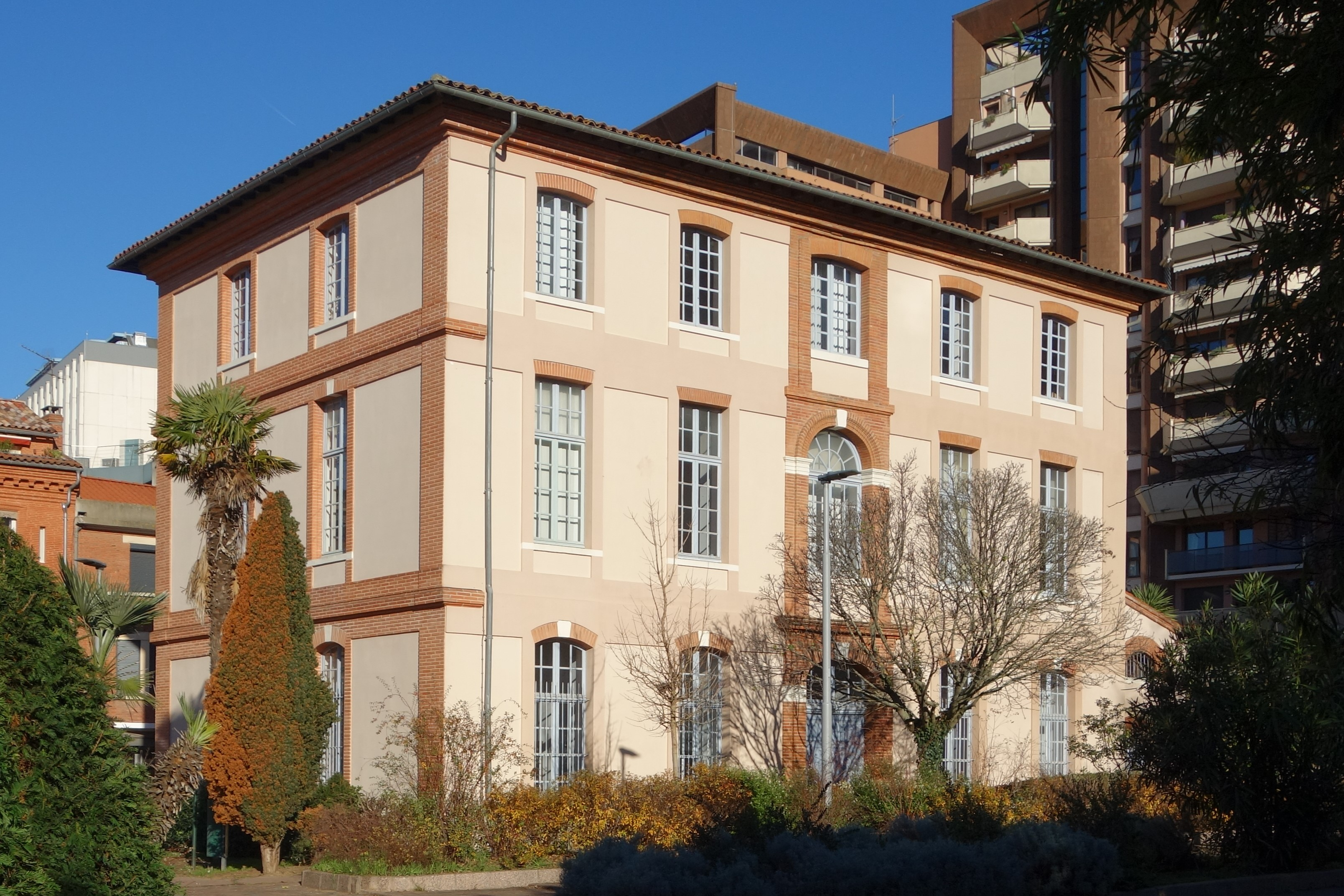
no 2 : maison de charité Saint-Étienne.

La maison de charité de la paroisse Saint-Étienne est fondée en 1703 à l'initiative de l'archevêque Jean-Baptiste-Michel Colbert de Saint-Pouange. En 1903, les bâtiments sont dévolus au bureau de bienfaisance. Ils sont loués à partir de 1909 par la ville qui y établit une école maternelle. Entre 2001 et 2004, un corps de bâtiment en rez-de-chaussée a été ajouté du côté de la rue du Pont-Montaudran.

### Immeubles
- no  3 : immeubles (1930, Antoine et Pierre Thuriès)[5].
- no  5 : immeubles (1925, Antoine et Pierre Thuriès)[6].

- no  7 : hôtel des Bains-Douches. 
Les bains-douches du quartier Dupuy sont construits entre 1932 et 1939, dans le style Art déco, sur les plans de l'architecte de la ville, Jean Montariol. Les douches se trouvaient au rez-de-chaussée, les Fourneaux économiques[N 1] au 1er étage. Entre 2004 et 2006, le bâtiment, pour être transformé en hôtel, est surélevé de deux étages et entièrement réaménagé, faisant disparaître les espaces intérieurs, mais aussi le décor extérieur[7],[8]. 
La façade, large de cinq travées, est éclairée par des fenêtres triples. Un décor de mosaïque, réalisé par Bruno Schmeltz, prend place entre les fenêtres des deux niveaux, ainsi qu'entre celles du 1er étage. Mais c'est surtout le pan coupé, à l'angle de la rue du Pont-Guilheméry, qui est mis en valeur par une grande mosaïque. Une corniche couronne l'élévation. Au-dessus s'élèvent deux étages à l'architecture contemporaine. Le mur-rideau de verre est en léger retrait, afin de ménager un espace pour des balcons. Des pylônes en acier, groupés par deux, soutiennent une corniche en béton[9].